# August 26th
Az August 26th Post Malone amerikai rapper és énekes debütáló mixtape-e, ami 2016. május 12-én jelent meg a Republic Records kiadón keresztül. Közreműködött rajta Larry June, 2 Chainz, FKi 1st, Jeremih, Lil Yachty, Jaden Smith és Teo. A mixtape fő célja az előadó első stúdióalbumának, a Stoney-nak a népszerűsítése volt.

## Háttér
A mixtape címe eredetileg utalás volt az előadó debütáló stúdióalbumának, a Stoney-nak (2016) a megjelenési dátumára, de azt később elhalasztották. 2016. augusztus 27-én Post Malone bocsánatot kért az album elhalasztása miatt, magát és csapatát hibáztatva érte. Ugyanebben a posztban megígérte, hogy nemsokára bejelenti a megjelenés dátumát. Végül december 9-én adták ki a Stoney-t.
A Money Made Me Do It című dal szerepelt a Stoney deluxe kiadásán is.

## Számlista
| 1.    | Never Understand (Larry June közreműködésével)  |  | FKi Post Malone      | 4:31 |
| 2.    | Money Made Me Do It (2 Chainz közreműködésével) |  | FKi Post Malone      | 3:50 |
| 3.    | Git Wit U                                       |  | Louis Bell           | 2:24 |
| 4.    | God Damn (FKi 1st közreműködésével)             |  | FKi Charlie Handsome | 3:01 |
| 5.    | Fuck (Jeremih közreműködésével)                 |  | FKi                  | 3:34 |
| 6.    | 40 Funk                                         |  | FKi ILoveMakonnen    | 4:24 |
| 7.    | Monte (Lil Yachty közreműködésével)             |  | Cashio               | 3:55 |
| 8.    | Hollywood Dreams / Comedown                     |  | FKi Louis Bell       | 5:02 |
| 9.    | Lonely... (Jaden Smith és Teo közreműködésével) |  | FKi Post Malone      | 4:15 |
| 10.   | Oh God                                          |  | Post Malone Rex Kudo | 2:51 |
| 37:47 |                                                 |  |                      |      |

Feldolgozott dalok
- Hollywood Dreams / Comedown: Dreams (1977), szerezte: Stevie Nicks, előadta: Fleetwood Mac.
- 40 Funk: Drugs You Should Try It, előadta: Travis Scott.